# Jana Voigtmann
Jana Voigtmann (* 13. März 1984) ist eine deutsche Badmintonspielerin. 

## Karriere
Jana Voigtmann erlernte das Spiel mit dem Federball bei den Luckenwalder Sportfüchsen, wechselte als Jugendspielerin jedoch schon 1996 zum BV Tröbitz, wo sie bis 2003 zu den Leistungsträgern der ersten Mannschaft gehörte. Später startete sie für den SV GutsMuths Jena. Größter sportlicher Erfolg ihrer Karriere war Rang zwei bei den Belgian International 2001 im Damendoppel mit Denise Naulin. Weitere internationale Starts folgten bei den Austrian International 2002, den BMW Open International 2002 und den Bitburger Open 2004. National gewann sie bei den Deutschen Juniorenmeisterschaften der U22 2005 und 2006 Bronze. Bei den Brandenburgmeisterschaften war sie zweimal erfolgreich. 
Sie war beim SV GutsMuths Jena in der 2. Bundesliga aktiv.